# اریش اشمیت
اریش اشمیت (انگلیسی: Erich Schmitt; ۶ اوت ۱۹۱۲ – ۲۹ اکتبر ۱۹۷۹) بازیکن هندبال اهل سوئیس بود.